# Дюран, Теофиль
Теофиль Алексис Дюран (фр. Théophile Alexis Durand; 1855—1912) — бельгийский ботаник-систематик швейцарского происхождения.

## Биография
Теофиль Дюран родился в Сен-Жосс-тен-Ноде 4 сентября 1855 года. Детство Теофиля прошло в Льеже. Старший брат Теофиля, Эмиль Дюран, был основателем ботанического общества Льежа. Теофиль Дюран вместе с Эмилем несколько лет исследовали флору региона. Вскоре Дюраны стали членами Бельгийского ботанического общества (Теофиль — в 1873 году, Эмиль — несколько ранее).
Теофиль Дюран поступил в Льежский университет, где изучал фармацию. Затем Дюран стал куратором гербария университета. Однако вскоре он заболел и был отправлен отцом на лечение в деревню Шато-д’Э в швейцарских Альпах. Там Дюран познакомился с ботаником Анри Питтье, ставшим его другом. Через два года он вернулся в Бельгию.
В 1891 году Дюран был назначен ассистентом в Ботаническом саду Бельгии. С 1898 по 1899 Теофиль Алексис был президентом Бельгийского ботанического общества. В 1902 году он стал директором Ботанического сада и членом Королевского географического общества. В 1909 году Дюран был избран вице-президентом Общества. В том же году он стал почётным доктором наук Женевского университета.
12 января 1912 года Теофиль Алексис Дюран скончался.
Основной гербарий Теофиля Дюрана хранится в Национальном ботаническом саду Бельгии в Мейсе (BR).

## Роды, названные в честь Т. А. Дюрана
- Durandeeldea Kuntze, 1891 [syn.  Acidoton Sw., 1788, nom. cons.]
- Durandia Boeckeler, 1896 [syn.  Scleria P.J.Bergius, 1765]

## Некоторые научные работы
- Durand, T.; Pittier, H. (1882—1885). Catalogue de la flore vaudoise. 3 vols.
- Durand, T. (1887—1888). Index generum phanerogamarum. 722 p.
- Durand, T.; Pittier, H. (1898—1900). Primitiae florae costaricensis. 2 vols.
- Durand, T.; Schinz, H. (1895—1898). Conspectus flora africae. 2 vols.
- Durand, T.; Schinz, H. (1896). Études sur la flore de l'État indépendant du Congo. Mémoires couronnées et autres Mémoires 53: 33—368.
- Durand, T.; Durand, H. (1909). Sylloge flora congolanae. 716 p.